# آسمان‌خراش (فیلم ۱۹۲۸)
آسمان‌خراش (انگلیسی: Skyscraper) فیلمی در ژانر درام است که در سال ۱۹۲۸ منتشر شد. از بازیگران آن می‌توان به ویلیام بوید، آلن هیل، پل وایگل و وسلی بری اشاره کرد.